# Aktion Saybusch

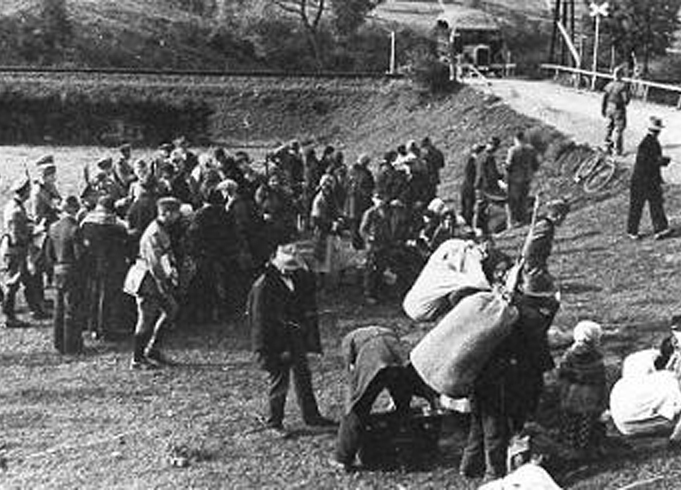
Polacy wysiedlani ze wsi Dolna Sól w 1940 w czasie Aktion Saybusch.

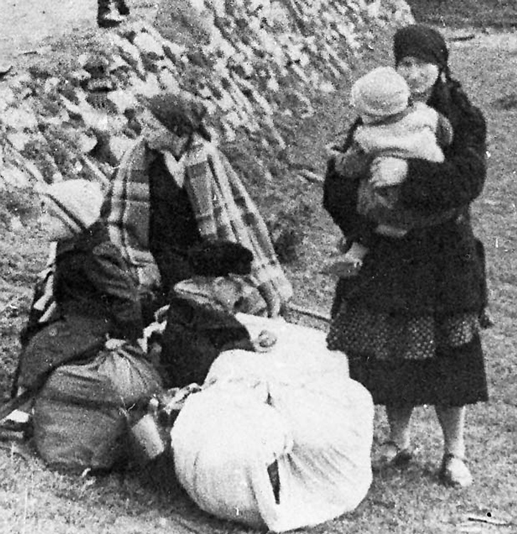
Kobiety z dziećmi czekające na transport podczas Action Saybusch, 24 września 1940

Aktion Saybusch (pol. Akcja Żywiec) – akcja przeprowadzona przez wojska niemieckie i hitlerowską policję w czasie okupacji Polski, polegająca na wysiedleniu od 20 września do 12 listopada 1940 roku ok. 22 tys. mieszkańców małopolskiej Żywiecczyzny na tereny Generalnego Gubernatorstwa i wprowadzeniu w ich miejsce osadników niemieckich. Nazwa akcji pochodzi od niemieckiej nazwy Żywca – Saybusch. Do 12 listopada 1940 roku wysiedlono do GG 17413 osób, była to głównie ludność wiejska oraz miejska zamieszkała na terenie powiatu żywieckiego i w mieście Żywiec, w ich miejsce sprowadzono ok. 600 rodzin górników niemieckich z innych części Galicji.

## Przyczyny wysiedleń
Wysiedlenia z Żywiecczyzny wiązały się z niemieckimi planami germanizacji terenów wcielonych do III Rzeszy po agresji na Polskę w 1939 roku. Władze okupacyjne prowadziły tzw. politykę umacniania niemczyzny, w ramach której starano się na terenach zamieszkałych przez ludność polską osiedlać w ramach akcji Heim ins Reich kolonistów niemieckich, ściąganych na podstawie umów z Rosją i Rumunią ze wschodu Europy.
7 października 1939 roku opublikowany został tzw. Dekret fuhrera i kanclerza Rzeszy o umocnieniu niemieckości, który stanowił podstawę prawną do sprowadzenia do Rzeszy ludności niemieckiego pochodzenia z zagranicy. Zapoczątkował on wielką akcję wysiedleńczo-kolonizacyjną pod nazwą Heim ins Reich. Punkt pierwszy dekretu stawiał sobie za cel „sprowadzenie do Rzeszy tych Reichs- i Volksdeutschów mieszkających za granicą, których przewidziano do ostatecznego powrotu do kraju”.
Do połowy grudnia 1940 roku do powiatu żywieckiego przybyło ponad 3200 osadników ok. 700 rodzin, głównie niemieckich chłopów przesiedlonych z rumuńskiej Bukowiny. Bezpośrednim inicjatorem wysiedlenia z pasa wschodniego na odcinku Śląska był Gruppenführer SS Erich von dem Bach-Zelewski.

## Przebieg wysiedleń
Akcję wysiedleńczą rozpoczęto 22 września 1940 roku o 5 rano, kiedy to policja otaczała wybraną wieś, a do poszczególnych domów wchodzili policjanci, informując gospodarzy o konieczności opuszczenia domu w ciągu 20 minut. Mieszkańcom odbierano pieniądze, inwentarz i wartościowe przedmioty, pozwalając zabrać tylko odzież i jedzenie. Wysiedlonych odprowadzano do tzw. punktów zbornych w Żywcu, Rajczy lub Suchej, gdzie odbierano im pozostałe wartościowe przedmioty i poddawano selekcji pod względem „rasowym”, oddzielając osoby „wartościowe rasowo” od pozostałych. Według niemieckich przepisów wysiedleni powinni otrzymywać przez 14 dni żywność i środki do życia, w praktyce natomiast okradani byli z resztek dobytku. Z punktów zbornych prowadzono wysiedlonych grupami po 40 osób piechotą na stacje kolejowe. Czterdziestoosobowe grupy odpowiadały liczbie ludzi mieszczących się w jednym wagonie, a cały transport wysiedlonych obejmował zwykle około 1000 osób.
Ludność wysiedlona z powiatu żywieckiego w latach 1940-1941 wywożona była w okolice Biłgoraju, Nowego Targu, Nowego Sącza, Kalwarii, Radzymina, Skawiny, Wadowic, na Lubelszczyznę i Kielecczyznę. Przesiedleńcy osiedlani byli w tamtejszych wioskach. Władze niemieckie pozostawiały ich bez jakiejkolwiek pomocy.
Niemcy uprzedzali miejscową ludność, że deportowani są bandytami, co dodatkowo pogarszało ich trudną sytuację, ponieważ spotykali się często z niechętnym przyjęciem lokalnej ludności. Wysiedleń dokonał Polizei-Batalion nr 83 pod dowództwem majora Eugena Seima liczący ok. 500 osób oraz funkcjonariusze katowickiego Gestapo. W akcji użyto także wojsk niemieckich składających się w dużej części z niemieckich Ślązaków.
Opuszczone domy były czyszczone i myte przez zmuszanych do tego jeńców, najczęściej Żydów i lokalnych gospodarzy. Na przygotowanych domach wieszano portret Hitlera i flagę ze swastyką, co oznaczało gotowość gospodarstwa do zasiedlenia przez niemieckich osadników. Mimo akcji propagandowej niemieccy gospodarze często byli rozczarowani prostymi drewnianymi chałupami, w których kazano im mieszkać oraz złej jakości ziemią uprawną.
Saybusch Aktion została zakończona 12 grudnia 1940 roku. Do końca wojny z Żywiecczyzny i jej okolic wysiedlono około 50 tys. osób, czyli blisko jedną trzecią mieszkańców. Polaków przejściowo umieszczano w systemie obozów przesiedleńczych i koncentracyjnych Polenlager. W obozach tych przeprowadzano m.in. selekcje rasowe na odebranych rodzicom dzieciach, które po pozytywnej weryfikacji wysyłano do ośrodków Lebensborn w celu germanizacji. Wysiedleni gospodarze mogli powrócić do swoich, często zniszczonych, gospodarstw dopiero po zakończeniu wojny.

## Śledztwo IPN
Komisja Ścigania Zbrodni przeciwko Narodowi Polskiemu przy Instytucie Pamięci Narodowej w Katowicach przeprowadziła śledztwo w sprawie Akcji. Celem śledztwa było głównie zebranie danych i materiałów i ustalenie tożsamości wysiedlonych osób, z których przesłuchano łącznie 485. Śledztwo zakończyło się w 2005 roku umorzeniem z powodu skazania sprawców wysiedleń w trakcie procesów norymberskich.